# アルテンシュタット (オーバーバイエルン)
アルテンシュタット (ドイツ語: Altenstadt) は、ドイツ連邦共和国バイエルン州オーバーバイエルン行政管区のヴァイルハイム＝ショーンガウ郡に属す町村（以下、本項では便宜上「町」と記述する）であり、アルテンシュタット行政共同体の本部所在地である。

## 地理
アルテンシュタットは、プファッフェンヴィンケル地方オーバーラントに位置する。

### 自治体の構成
この町は、公式には 2つの地区 (Ort) からなる。
- アルテンシュタット
- シュヴァープニーダーホーフェン

## 歴史
アルテンシュタットは、かつては「ショーンガウ」と呼ばれていた。13世紀に住民の大部分が、わずか数km離れたレヒ川沿いのレヒウムラウムベルクに入植地を造って移住した。この際に、町の名前も新しい入植地に移された。それまでの古い定住地は、旧ショーンガウ市という意味で、単にアルテンシュタット（= 古い都市、旧都市）と呼ばれた。アルテンシュタットは、クラウディア・アウグスタ街道と、ケンプテンからザルツブルクに至る塩街道という2つの重要なローマ街道が交わる地点にあたっていた。12世紀中頃にブルクラハ（またはシュロスベルク = 城山とも呼ばれる）にヴェルフェン家レヒライナー家系の城が築かれた。この城は現存しない。アルテンシュタットはバイエルン選帝侯領のミュンヘン会計局およびショーンガウ地方裁判所に属した。
第二次世界大戦終戦後、アルテンシュタットはアメリカの管理地区に属した。アメリカ軍は旧ドイツ領の東プロイセンやシレジア、チェコ領であったズデーテン地方などから放逐された人々 (DP) を収容するためのDPキャンプを設けた。その多くはポーランドから避難した人々であった。このキャンプはUNRRAによって運営され、1950年に役目を終えて閉鎖された。

## 文化と見所

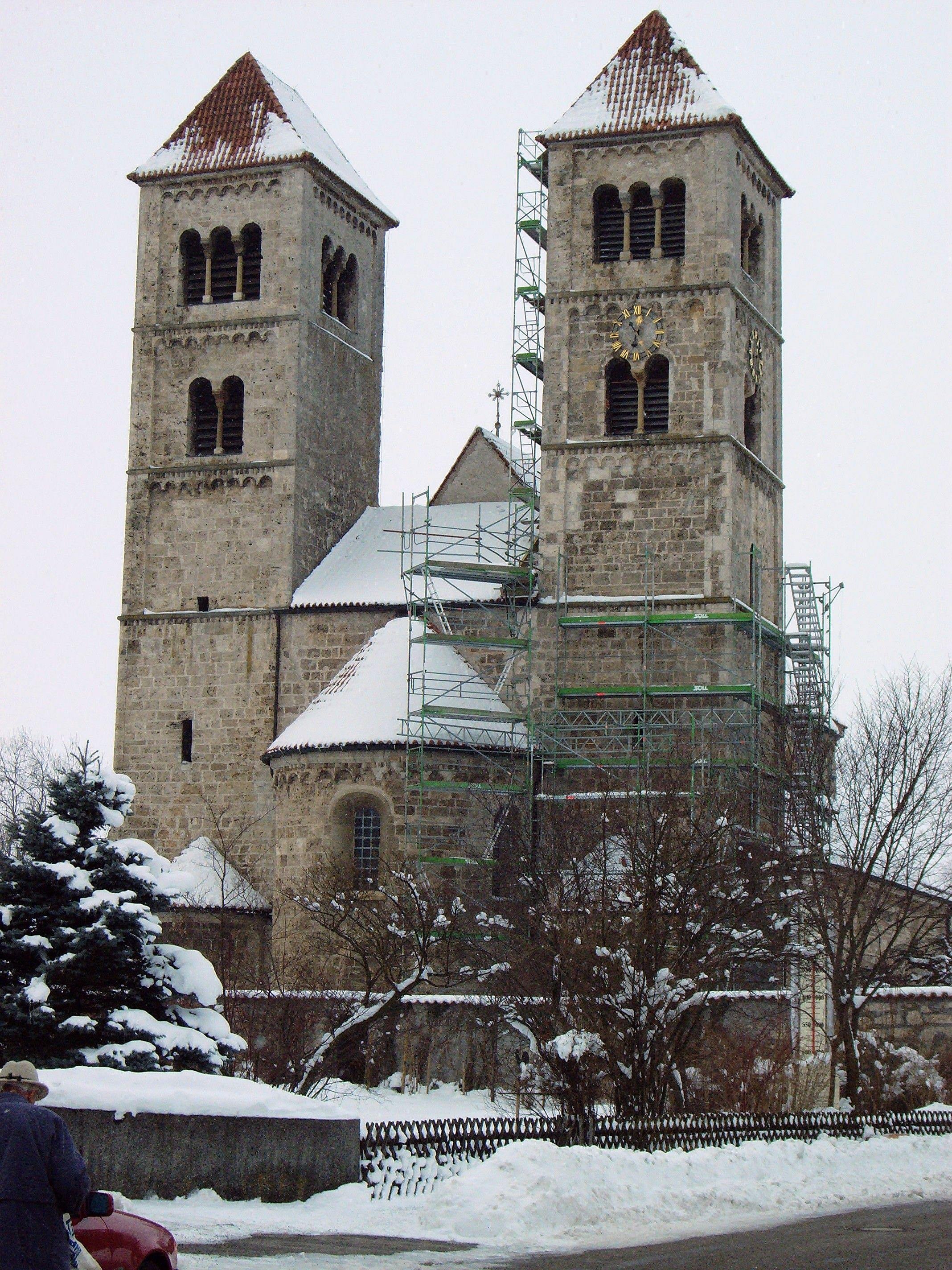
聖ミヒャエル・バシリカ教会

重要な建築は、中世の壁画の断片や多くのロマネスク様式の彫刻が遺るロマネスク建築の聖ミヒャエル・バシリカ教会である。このバシリカ教会は古いロマネスク様式を保持しているが、これは多くの住民が移住した後贅沢な改築を行う資金がなかったためである。1965年にこの教会は教皇から「小バシリカ」の称号を授けられた。内装では以下の者が注目に値する。
- 洗礼盤
- 12世紀に創られた「アルテンシュタットの大いなる神」と呼ばれる等身大よりも大きなキリスト十字架像。これに添えられたマリアとヨハネの像はコピーである。オリジナルは1867年にバイエルン国立博物館に売却され、この博物館に展示されている。

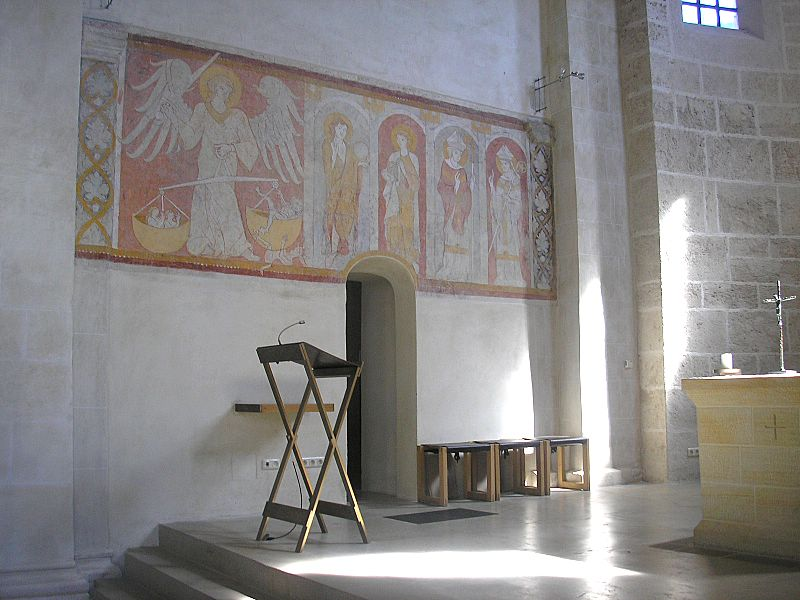
教会内の壁画
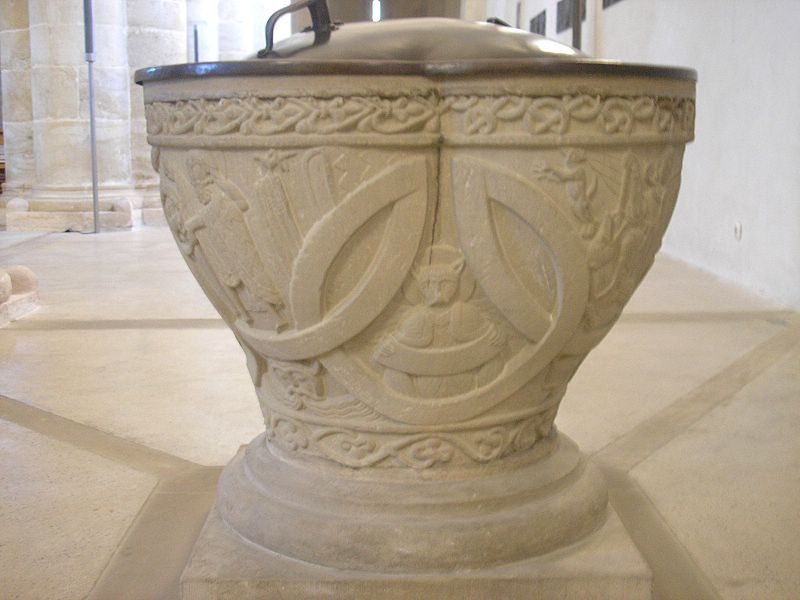
洗礼盤
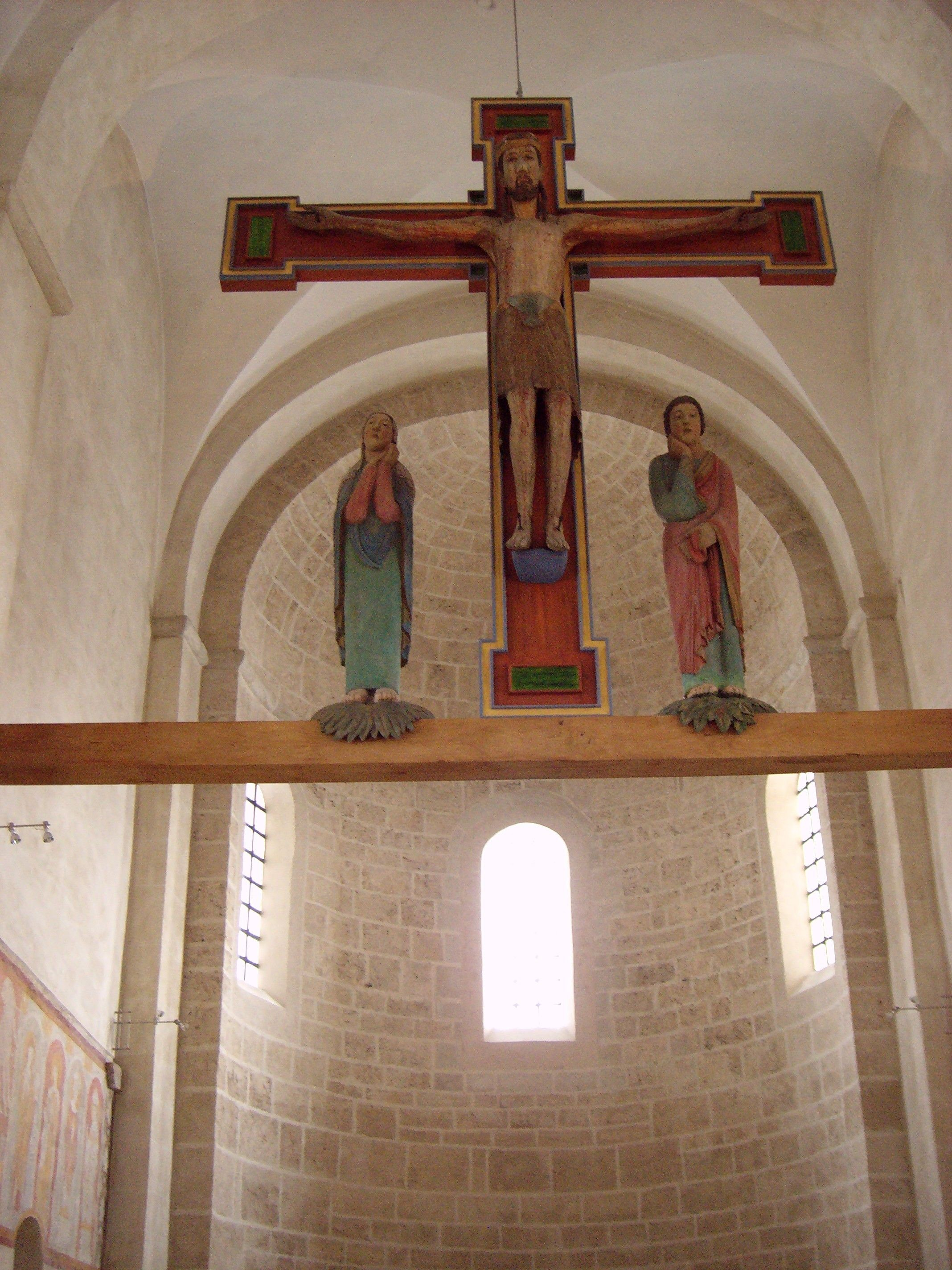
キリスト十字架像

## その他
アルテンシュタットにはフランツ・ヨーゼフ・シュトラウス兵営（アルテンシュタット陸軍飛行場）がある。ここには連邦陸軍の空挺・空輸学校、スポーツ振興団がある。

## 引用
1. ↑  https://www.statistikdaten.bayern.de/genesis/online?operation=result&code=12411-003r&leerzeilen=false&language=de Genesis-Online-Datenbank des Bayerischen Landesamtes für Statistik Tabelle 12411-003r Fortschreibung des Bevölkerungsstandes: Gemeinden, Stichtag (Einwohnerzahlen auf Grundlage des Zensus 2011)
2. ↑  Bayerische Landesbibliothek Online
3. ↑  A. Stuhlfauth: Peiting und Schongau (Altenstadt) unten den Welfen (1050-1200), Historischer Verein von und für Oberbayern, München 1920, p. 17以降